# بنينا

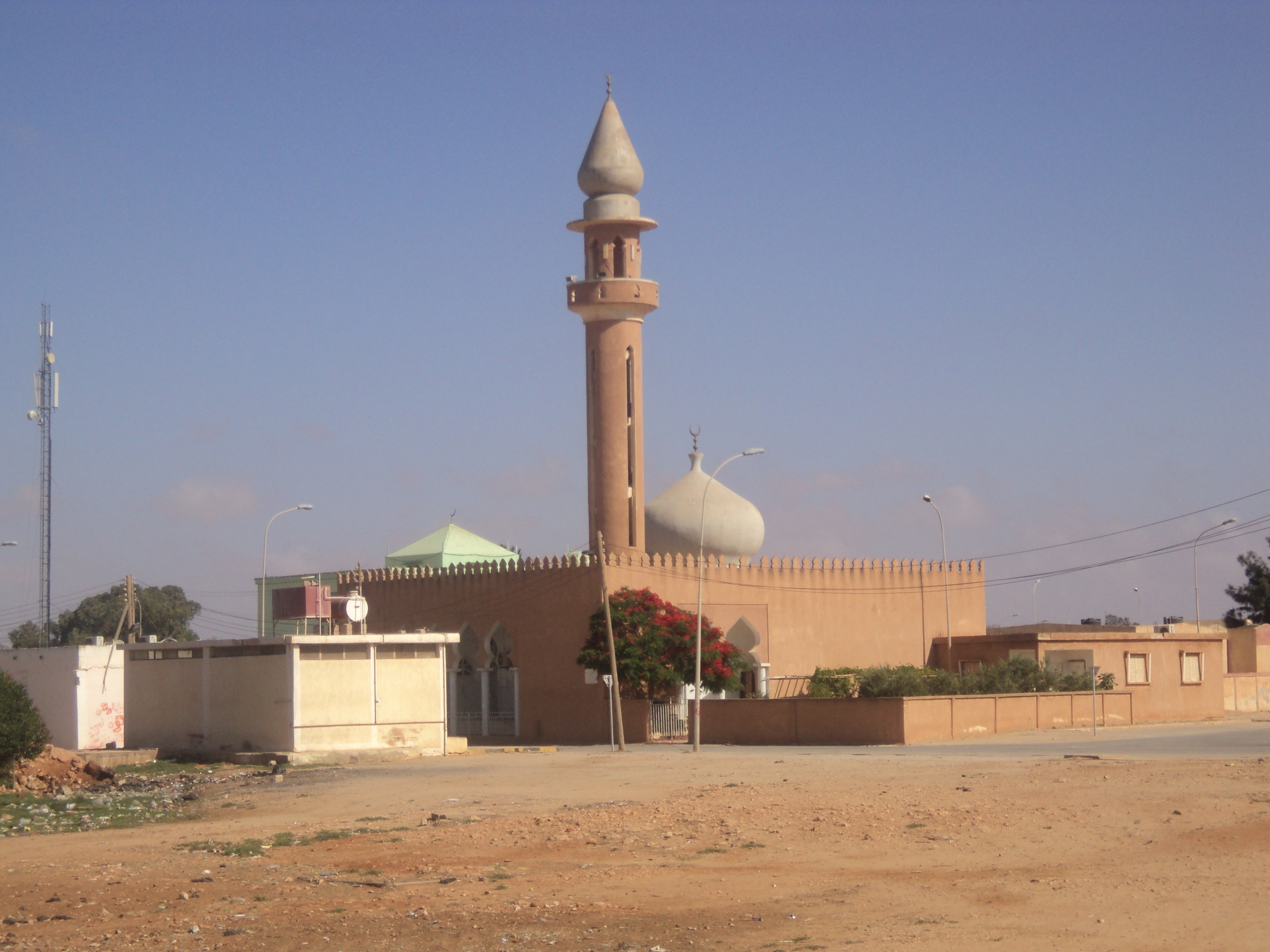
مسجد في منطقة السوق القديم بنينا.

بنينا وتكتب أحياناً (بنينة) عبارة عن ضاحية أو بلدة شرقي مدينة بنغازي في ليبيا وتبعد عن وسط المدينة حوالي 15 كيلومترا شرقاً. تتبع شعبية بنغازي (سابقاً) ويوجد بها مطار بنينا الدولي والذي يعتبر ثاني أكبر المطارات في البلاد. إضافةً إلى قاعدة بنينا الجوية.
تنقسم بنينا إلى عدة مناطق، المنطقة الأولى منطقة السوق القديم، وهي المركز وشعبية النجع ومنطقة المشروع ومنطقة الكامبو والشعبية البيضاء والشعبية الحمراء والخرابات. يشتهر معظم سكان منطقة بنينا بمهنتي الزراعة والتجارة كما يعمل عدد من السكان كموظفيين حكوميين في مدينة بنغازي.
وبنينا تعد الرابط بين الجبل الأخضر وسهل بنغازي، ومن الأحداث التاريخية التي وقعت بها «معركة بنينة» في فترة الغزو الإيطالي. ومن بين المنشآت التي أنشأت في بنينا ملعب بنينا لكرة القدم أو «ملعب هوغو تشافيز» الذي افتتح في 5 مارس 2009 والذي يتسع ل11 ألف متفرج.
بعد الثورة الليبية وبعد دخول البلاد وخاصة مدينة بنغازي في حالة من الفوضى وانعدام الأمن وانطلاق ماعرفت بعملية الكرامة تعرضت البلدة لهجمات بالصواريخ وهجمات مسلحة منذ مايو 2014 من قبل الميليشيات المسلحة التي تتواجد في مدينة بنغازي وذلك بهدف السيطرة على البلدة والمطار والقاعدة العسكرية الجوية بها. ونتج عن ذلك دمار كبير في المباني والبنية التحتية.

## أصل الاسم
ويقال أنها سميت «بنينة» نسبة إلى حاكمة رومانية كانت تحكم هذه المنطقة وما حولها.[بحاجة لمصدر]